# Carlos Loriente
Carlos Loriente Pérez (Lugo, 27 de julio de 1978) es un deportista español que compitió en remo.
Ganó una medalla de plata en el Campeonato Mundial de Remo de 2002, en la prueba de cuatro scull ligero. Participó en los Juegos Olímpicos de Atenas 2004, ocupando el decimosegundo lugar en la misma prueba.

## Palmarés internacional
| Campeonato Mundial | Campeonato Mundial | Campeonato Mundial | Campeonato Mundial  |
| Año                | Lugar              | Medalla            | Prueba              |
| ------------------ | ------------------ | ------------------ | ------------------- |
| 2002               | Sevilla (España)   | Medalla de plata   | Cuatro scull ligero |